# Los Bybys
Los Bybys es un grupo musical mexicano que interpreta  el género de cumbia. Originarios de  la ciudad de Tequixquiac (México), empezaron a tocar en 1991, y se convirtieron en un grupo exitoso a nivel local, llegando a visitar también el exterior de México. Entre sus mayores éxitos se encuentran “Llorar llorar, llorar”, “Corazón barato” y “En tus manos”. Entre los miembros de la banda se encuentran Sergio Ramírez  Prado, la voz principal. Además de sus temas propios han realizado covers de artistas pop latinos como Luis Miguel, Ricky Martin, Camilo Sesto, entre otros adaptados al ritmo de cumbia. Ademas de México y la comunidad latina de Estados Unidos, cuentan con amplia popularidad en Argentina, Bolivia y Paraguay, donde han realizado numerosas presentaciones.
El grupo fue fundado a fines del año 1990 por el saxofonista Fausto "Tello" Cruz, quien fue el creador de este tipo de sonido de cumbia, junto al vocalista Sergio Gabriel Ramírez Prado. En pleno auge del movimiento grupero, firman un contrato por 11 años con la discográfica Discos Sabinas grabando su primer álbum titulado "El Super Grupo Los Bybys", de este álbum se seleccionaron como sencillos los temas de autoria propia "Regresa", "Ya No Llores", "Aquel Amor" y el cover de Camilo Sesto "Con el viento a tu favor". Dicho lanzamiento los hizo introducir en el ambiente tropical de su México natal logrando una reputación aceptable en las clases populares.
Comenzaron a notar un reconocimiento masivo  a fines del año 1992 cuando grabaron su segundo álbum titulado "Castigo" para la compañía regiomontana Discos Sabinas del cual logran vender más de 700 mil copias del cual se desprendieron cuatro sencillos "Llorar, llorar, Llorar", "Corazón barato", "Si tú me dejas" y "Esa mujer".
Tras éste lanzamiento son invitados a programas populares en México como Eco, conducido por el conocido Gallo Calderón,  Siempre en domingo con Raúl Velasco y Pacatelas con Paco Stanley.
En el año 1993, dicho material fue re-editado en Bolivia por el sello "Santa Fe Records". Y en Argentina por la compañía Leader Music bajo el nombre de "Corazón Barato". Lo que les generó una expansión de su música hacia Sudamérica.

## Integrantes
- Sergio Ramírez, voz (1991-presente)
- Ángel Arroyo, guitarra
- Juan Carlos Navarro, bajo
- Sandro Gutiérrez, batería
- Joao Ramírez, percusión
- Víctor  Cruz, teclados
- Gustavo Huerta, teclados
- Gersain Luna, saxo tenor
- Martín Medina, saxo alto
- Fausto Cruz, saxofón y segunda voz (1990-1995)

## Discografía
Su discografía está compuesta por 15 álbumes de estudio, de los cuales 4 son recopilatorios, 1 Ep y varios singles de descarga digital.

### Álbumes de estudio
- Regresa (1991) Disa
- Castigo (1992) Disa
- Canta Corazón (1993) Disa
- Eres Mujer (1995) Disa
- Cumbias con amor (1996) Disa
- Románticos de América (1997) Disa
- Por esa mujer (1999) Disa
- En tus manos (2000) Disa
- Mujer Bonita (2001) Disa
- Propiedad Privada (2002) Disa
- Mujeres (2007) Garra Records

### Recopilatorios
- Lo Mejor de Los Bybys (1995) (solo lanzado en Argentina) Disa/Leader Music
- 20 Grandes Éxitos con JB y Compañía (1995) Disa
- 15 Hits(1997) (reeditado en 2001) Disa
- Top 10 (2004) Disa/Universal
- 20 Reales Super Éxitos (2007) Disa/Universal
- Grandes Éxitos (2018) DMW (solo descarga digital)
- Antología Vol 1(2019) DMW (solo descarga digital)
- Antología Vol 2 (2019) DMW (solo descarga digital)
- Antología Vol 3 (2019) DMW (solo descarga digital)
- Las Mas Escuchadas De Los Bybys (2020) Disa/Universal (solo descarga digital)
- Ayer,Hoy y Siempre (2020) Disa/Universal (solo descarga digital)
- Frente a Frente con Grupo Ladrón (2021) Disa/Universal (solo descarga digital)
- Cumbias Para Bailar (2021) Disa/Universal (solo descarga digital)
- Favoritas Con Amor (2022) Universal/UMG Records (solo descarga digital)
- Antología De Mujeres(2022) DMW (solo descarga digital)

## Singles y EP (solo en descarga digital)
- Lo Intentamos (2012) DMW
- Lloraras (2012) DMW
- Mamita Querida (2014) DMW
- Hoy Me Lloras (2014) DMW
- En vivo en Pasión de Sábado (2016) Orale Records
- Vete (2017) DMW
- Ella Es Mi Mujer (2017) DMW
- No Fuiste Tu (2019) DMW
- El Gigante (2019) DMW
- Murió La Flor (2019) DMW
- En Vivo (2019) DMW
- Cuidate (con Lupe Guevara, Lucas Sugo y Rubén Rodríguez) (2020) DMW
- Quieres Ser Mi Amante (con Diamante) (2020) DMW
- Absurda Coincidencia (con Pelu Rampin) (2021) DMW
- Ya No Más Lágrimas (2022) DMW

## Videos musicales oficiales
- Regresa (1991)
- Ya No Llores (1991)
- Llorar, llorar, llorar (1992)
- Corazón Barato (1993)
- Buscala (1994)
- Prohibido Amor (1995)
- A Ti Mujer (1996)
- Escondete (1996)
- No Llores Más (1999)
- Mujer Bonita (2001)
- El Amor Es De 2 (2001)
- Mujeres (2007)
- Lo Intentamos (2012)
- No Fuiste Tú (2018)
- Ya No Más Lágrimas (2022)